# Jean-Omer Beriziky
Dans le nom malgache Beriziky Jean-Omer, le nom de famille précède le prénom, mais cet article utilise l’ordre habituel en français Jean-Omer Beriziky, où le prénom précède le nom.
Jean-Omer Beriziky (né le 9 septembre 1950 à Antsirabe Nord, district de Vohémar, région de la Sava) est un homme d'État malgache, Premier ministre du 2 novembre 2011 au 11 avril 2014.

## Biographie

### Origines et études
Jean Omer Beriziky est marié avec Soafifi Jeannette et est père de trois enfants. C'est un métis de l'ethnie sakalave de Boina et de l'ethnie Betsimisaraka. Il est de confession catholique et grand pratiquant.[réf. nécessaire]
Il a grandi et fait ses scolarités à Sambava jusqu'au baccalauréat. Il part, ensuite, continuer ses études supérieures dans la capitale, Antananarivo, à l'université d'Ambohitsaina au cours desquelles il décroche son diplôme d'études supérieures en histoire. Il poursuit ses études supérieures successivement à l'université Paris 1 Panthéon-Sorbonne, puis à l'université Paris V et celle de Paris VII. À son retour à Madagascar, il enseigne à l'université de Toamasina au sein du département « Histoire ».
Son nom « Beriziky » est composé de deux mots à forte signification : « Be » veut dire « grand » ou « Beaucoup », et « Riziky » signifie « chance ». Jean Omer est, alors, un « grand chanceux » ou « a beaucoup de chance ».

### Ambassadeur
Jean-Omer Beriziky est un ami relativement proche du professeur Albert Zafy à l'époque où le vent du multipartisme soufflait en Afrique après le discours de François Mitterrand, à la Baule, qui a fait du multipartisme les conditions sine qua non pour pouvoir bénéficier de l'aide internationale offerte par la France. Jean Omer Beriziky fréquentait alors le chef de file du mouvement des « Forces vives » de l'époque, Albert Zafy, pour contrer le régime de Didier Ratsiraka, ayant conduit aux événements politiques de 1991. Une fois que le professeur Albert Zafy accède au pouvoir en 1992, il désigne Jean Omer Beriziky au poste d'ambassadeur extraordinaire et plénipotentiaire de Madagascar auprès du royaume de Belgique et auprès de l'Union européenne, à Bruxelles. À partir de là, il a rejoint le LEADER-Fanilo, parti politique présidé par Herizo Razafimahaleo à l'époque.
Jean Omer Beriziky resta inamovible à ce poste d'ambassadeur durant 11 ans (de mars 1995 à avril 2006), traversant ainsi quatre régimes successifs : celui de Zafy (1992-1995), de Ratsirahonana (1995-1997), de Ratsiraka Didier (1997-2001) et le régime de Marc Ravalomanana (2002-2006). À ce titre, il a négocié les 8e, 9e et 10e FED. Il était également président du comité des ambassadeurs Afriques-Caraibes-Pacifiques (ACP) de juin 1995 à janvier 2006. À maintes reprises, il a été mandaté par l'Union européenne pour la médiation des pays africains en proie à des crises politiques comme le Togo ou la Mauritanie.
En 2009, éclate une crise politique grave qui avait secoué le pays. Une transition devant durer 24 mois a été prévue par les nouveaux détenteurs du pouvoir issus d'un coup d'État de mars 2009. 48 mois après, Madagascar s'est retrouvé, toujours, embourbé dans une crise politique sans issue. Tentant le coup de la dernière chance, la communauté internationale impose un schéma de sortie de crise connue sous le nom de « feuille de route », qui implique l'érection d'un gouvernement de « consensus » au sein duquel toutes les forces politiques représentatives seront représentées et que le chef de gouvernement sera désigné de manière « consensuelle ».

### Premier ministre
Le 29 octobre 2011, il est nommé Premier ministre de consensus par le président de la transition, Andry Rajoelina, succédant ainsi à Albert-Camille Vital.
Après signature de la feuille de route avancée par la troïka dirigée par Marius Fransman, les G11 composés des groupements politiques, à savoir l'Arema, représenté par Benjamin Vaovao, les As par Jean-Eugène Voninahitsy, l'Escopol, par Benjamina Ramanantsoa, le HPM par Jean-André Ndremanjary, le MDM par Pierrot Rajaonarivelo, le Monima par Monja Roindefo, le TGV par Lanto Rakotomavo, l'UDR-C par Évariste Marson, le Tim par Raharinaivo Andrianantoandro, la mouvance Ravalomanana par Mamy Rakotoarivelo et la mouvance Albert Zafy par Emmanuel Rakotovahiny, ont proposé chacun (sauf le TGV) une liste de trois noms de personnalités, parmi lesquels le président de la Transition Andry Rajoelina va choisir celui du Premier ministre de consensus. Cette dernière mouvance avait avancé son seul candidat Jean-Omer Beriziky. Il prend ses fonctions le 2 novembre 2011.
Le président de la Transition, Andry Rajoelina, aurait choisi Jean Omer Beriziky pour au moins deux raisons : d'abord, user de sa qualité de diplomate afin de convaincre la communauté internationale de reconnaitre son régime, et ensuite, parce qu'il aurait supposé que Beriziky (étant issu d'une seule formation politique, celle de Zafy Albert) ne lui fera pas de l'ombre dans son ambition à devenir président de la République de Madagascar.
Or, contre toute attente, Jean Omer Beriziky a clarifié, dès le départ, sa position : d'une part ne reconnaitre comme son chef que « la feuille de route » (en ce sens, qu'il n'acceptera pas d'être manipulé par le chef d'État) et d'autre part, ne se focaliser qu'à la fin de la Transition, afin que le pays renoue avec l'ordre constitutionnel à l'issue d'une élection présidentielle à organiser, avec la communauté internationale.
Cette prise de position de Jean Omer Beriziky a irrité le régime transitionnel de Rajoelina. Une manœuvre de déstabilisation du nouveau premier ministre a été lancée par les proches du président Rajoelina, dont les ministres et les conseillers spéciaux de la Transition. Pour faire face à ces attaques en règles d'ordre purement communicationnel, les proches de Jean Omer Beriziky créent un blog pour contre-attaquer.
Rassuré par l'issue de la bataille médiatique qui lui est favorable, Jean Omer Beriziky entreprend une offensive en défendant ouvertement l'option du « ni-ni » cher à la communauté internationale : la non-candidature ni de Rajoelina, ni de Ravalomanana. Jean Omer Beriziky enfonce le clou et met son sort dans la balance en déclarant le quintuple ni : la non-candidature des deux protagonistes (Rajoelina et Ravalomanana) mais aussi « sa » propre candidature (afin de rendre l'administration neutre), ni la candidature des deux anciens présidents de la République (Zafy Albert et Didier Ratsiraka). Bien que soutenue par la communauté internationale, cette décision a été moins appréciée par les intéressés,.
Le « ni-ni » a triomphé car les 5 personnes concernées n'ont pas été autorisées à se porter candidates à l'élection présidentielle qui a été fixée pour le 25 octobre 2013. Andry Rajoelina a été contraint de désigner un autre candidat pour le remplacer. Il s'agit de son ministre des Finances, Hery Rajaonarimampianina. Marc Ravalomanana, quant à lui, a désigné Jean-Louis Robinson. Les deux anciens présidents, Zafy et Ratsiraka, n'ont désigné aucun candidat remplaçant.
Le 25 janvier 2014, le nouveau président Rajaonarimampianina a été investi président de la République de Madagascar. Jean Omer Beriziky se plie aux règles républicaines en soumettant sa démission auprès du nouveau président. Contre toute attente, celui-ci décide de se délester de ses anciens collaborateurs issus de l'équipe de Andry Rajoelina,. Il reconduit Jean Omer Beriziky à son poste de Premier ministre, le temps qu'il trouve un nouveau Premier ministre. Trois mois plus tard, le 16 avril 2014, Jean Omer Beriziky cède, définitivement, sa place de Premier ministre à Roger Kolo que le président de la République venait de nommer.
Candidat à l'élection présidentielle de 2018, il est éliminé dès le premier tour, n'obtenant que 0,31 % des voix.